# Eotetranychus hamus
Eotetranychus hamus är en spindeldjursart som först beskrevs av Johann Georg Beer och Lang 1958.  Eotetranychus hamus ingår i släktet Eotetranychus och familjen Tetranychidae. Inga underarter finns listade i Catalogue of Life.